# Strandrödtoppa
Strandrödtoppa (Odontites litoralis) är en snyltrotsväxtart. Strandrödtoppa ingår i släktet rödtoppor, och familjen snyltrotsväxter.

## Underarter
Arten delas in i följande underarter:
- O. l. fennicus
- O. l. litoralis